# Казахская национальная одежда

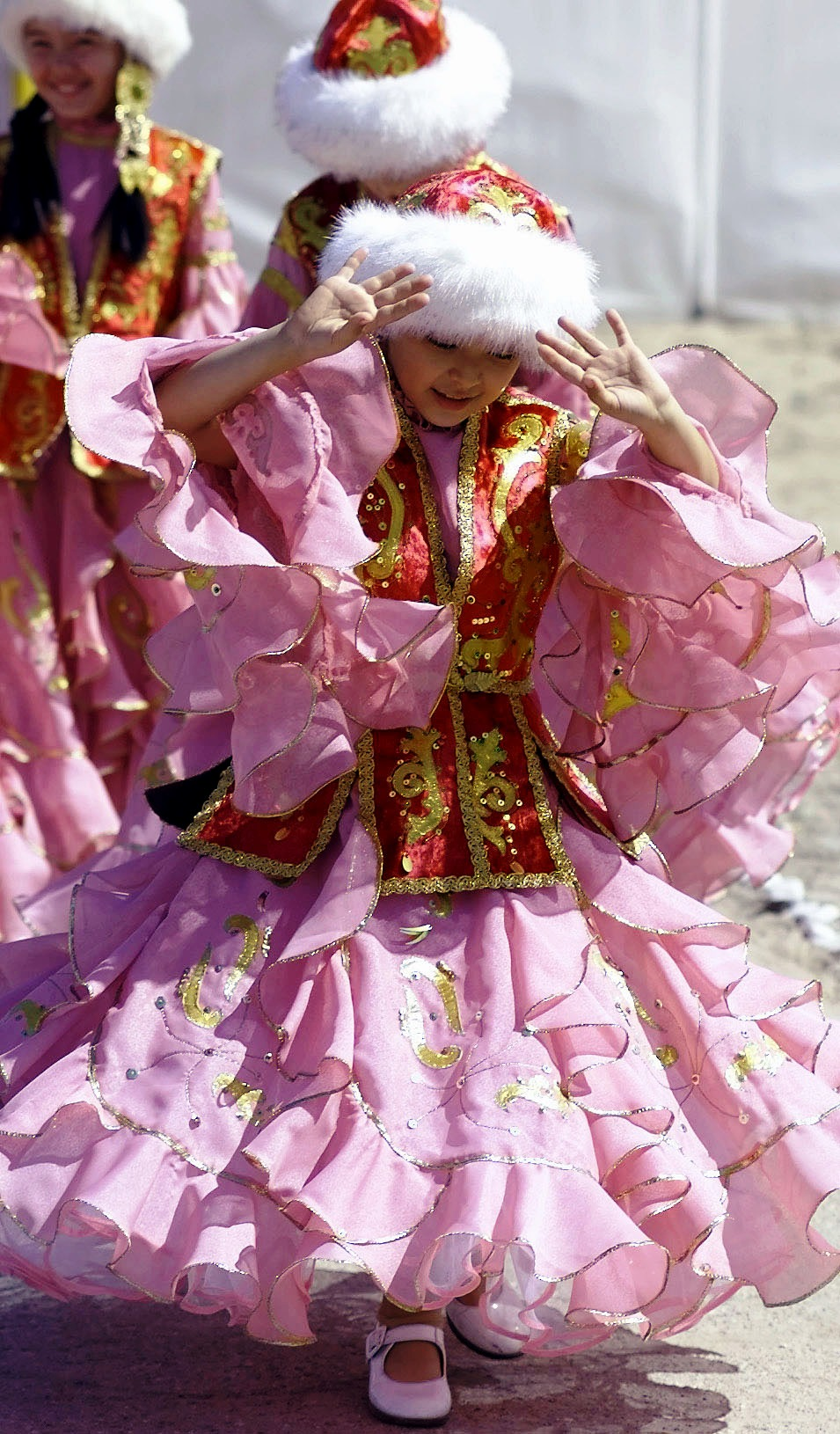
Казахские девочки в национальных костюмах

Казахская национальная одежда — предмет материальной культуры казахов.
Казахскую национальную одежду шьют по древним традициям, учитывая этнические, экономические и климатические условия. По назначению национальная одежда подразделяется на нательную, верхнюю, повседневную, торжественную и традиционную. Одежду для торжеств шили из дорогих тканей. По казахскому обычаю воины перед сражением надевали лучшую, дорогую одежду. К нательной одежде относятся: платье, брюки, жилетки, женский казакин; к верхней одежде относятся: чапан, купи (одежда с подкладкой из верблюжьей, овечьей шерсти или шкур), безрукавки, ичик, дублёнки, шубы; к дождевой относятся: чекмень (домотканый кафтан), каптал (одевается зимой поверх пальто), кебенек, кенеп (одежда из войлока, типа бурки), плащ.

## Материалы

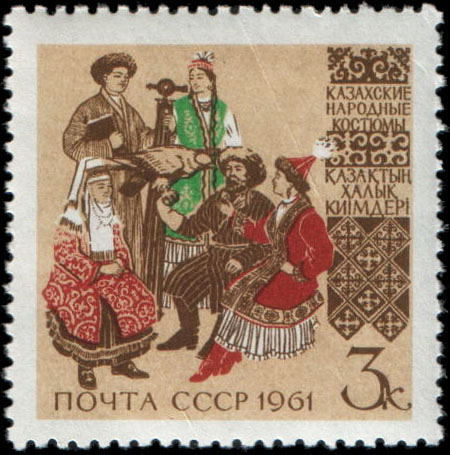
Почтовая марка СССР. Казахские народные костюмы. Художник: В. Пименов. Марка СССР, номинал - 3коп.

Одежду шили из шерстяных, шёлковых материалов, кошмы, шкур животных. Казахи особо ценили дорогие шкурки куницы, енота, крота, а также жеребячьи, собольи, тигровые шкуры. Подкладками для шуб выбирали ценные дорогие шкуры, называемые «ичик». Снаружи ичики покрывали тканями из дорогих материалов: атласа, шелка, бархата, парчи, велюра, вельвета и т. д. Для украшения меховых шуб пришивали отложные воротники.
Существовало несколько разновидностей чапанов:
- для холодного времени шили с подкладкой из свалянной верблюжьей или овечьей шерсти — купи;
- лёгкую верхнюю безрукавку из верблюжьей шерсти — чекмень;
- мужская одежда из войлока с различными украшениями;
- чапаны с теплыми подкладами, стеганные, расклешенные, отороченные мехом.

Широко распространены обработанные дублёнки, шубы, снаружи покрытые дорогой тканью и покрашенные (желто-красной краской, изготовленной из листьев берёзы, сосны, хны, для окрашивания кожи применяли корень ревеня). Толстыми, длинными иголками надстрочными и крестообразными стежками шили каптама тон (тёплую зимнюю одежду поверх пальто), подол которой обшивали оторочкой. Многие шубы шились лицевой стороной из жеребячьих и козлиных шкур. Брюки шили из бархата, плюша, вельвета, пушка, сатина, красного шелка, парчи.

## Женская одежда
К национальной одежде казахских женщин относятся национальное платье, кимешек (женский головной убор с вышитым узором), жаулык (убор замужней женщины-казашки), саукеле, тюбетейка, камзол, нагрудники, ичиги.
Одежда, предназначенная для девушек, невест, женщин среднего и пожилого возраста, по виду и украшениям подразделяется на четыре группы. Для девушек приталенная одежда шилась с воротником и рукавами, передний борт отделывался вышивкой. Для женщин пожилого возраста шили свободные платья без застёжек. По головному убору и чапану можно было определить принадлежность человека к жузу. Мужские и женские головные уборы отличаются своеобразием. Традиционный мужской головной убор — колпак с древних времен шьётся из тонкой белой кошмы. Остроконечный колпак из белого фетра называется «ак калпак», с разрезами на полях и плоской верхушкой — «айыр калпак». Весной и осенью казахи носили головные уборы высокой овальной формы (борик), края которых обязательно обделывали из шкурой зверей. Зимой носили треух-тымак. Образцы тымаков встречаются по регионам Семиречья и Сары-Арка. Головные уборы девушек обшивались ожерельем, украшались пушистыми перьями филина, павлина или серой цапли. Женские головные уборы, окаймлённые бобровыми и куньими шкурами, называются «камшат борик», вышитые золотом — «алтын борик», украшенные жемчугом, — «калмар-жан борик». Лёгкие головные уборы, сшитые из вельвета или парчи, украшенные перьями филина или драгоценными камнями, называются «такия». Головной убор невесты, саукеле, отличается высокой и конусовидной формой, украшался золотыми и серебряными монетами, жемчугом и различными ожерельями. Молодые роженицы носили специальный головной убор из белой материи — кимешек.

## Головные уборы
Мужские головные уборы включают ушанку, калпак-борик, лёгкий головной убор без подкладки, вышитые орнаментом тюбетейки, стеганые, конусообразные головные уборы и другие.
Универсальным мужским головным убором является тюбетейка (каз. тақия), носившаяся всеми в независимости от возраста и социального положения. Тюбетейки шились из различных тканей: так и хлопчатобумажных (например, сатина), так и шёлка, бархата и т.п.; их изготавливали на тканой основе, простёганной вместе с верхом, для придания прочности её прошивали частой строчкой или закладывали в околыш картон или плотную бумагу. Тюбетейки обильно вышивались, использовалась вышивка узорными строчками. На тюбетейках мальчиков и юношей вышивали шёлковыми, золотыми и серебряными нитями. Поверх тюбетейки одевались остальные головные уборы.
Основными летними головными уборами являлись борик (каз. бөрік) — невысокая четырёхугольная шапка с меховой опушкой, плотно облегавшая голову, и войлочный колпак (каз. қалпақ). Борик в XIX-начале XX века шился из четырёх остроконечных клиньев, выкраивавшихся в виде узкой трапеции, верх которой имел форму равнобедренного треугольника. Такой покрой клина и придавал борику узнаваемую форму. Верх борика был плоским.
Колпак носился мужчинами практически всех социальных групп, он был высокий, конусовидной формы с узкой высокой тульей и закругленной или остроконечной макушкой, обычно сшивавшуюся из двух совершенно одинаковых половин. Нижние части огибались, образуя широкие поля, обшивавшиеся полосами чёрной или красной материи, в то время как большая часть колпака были из белого войлока. Колпаки знати расшивались канителью и шёлковыми нитями, нередко они шились из бархата, а на верху присутствовала кисточка. На пиры правители носили «айыр калпак» (каз. айыр қалпақ) с изогнутыми кверху полями, отделывавшийся снаружи дорогой тканью и вышивавшийся золотым позументом, в орнаменте использовались растительные мотивы.
Казахи Среднего и Младшего носили башлык (каз. ) из сукна или верблюжьего сукна, плотных хлопчатобумажных тканей и на лёгкой хлопчатобумажной подкладке, выходивший из употребления к началу XX века. Как правило, бышлык был тёмных цветов. Спереди у башлыка был небольшой круглый выступ, по бокам он обладал длинными «ушами», сзади же у башлыка была длинная полукруглая лопасть.
Зимним головным убором служил тымак (каз. тымақ) — меховая шапка с «ушами» наподобие малахая. Покрой тымака значительно отличался в зависимости от места, по нему можно было узнать родо-племенную принадлежность носителя. Так, у аргынов тымак обладал узкой тульёй, а у найманов — широкой, поскольку у них он надевался поверх борика.
К женским головным уборам относят саукеле, пуховую шаль, каркара (головной убор с перьями), кимешек (убор из белого коленкора), кун дик (убор пожилой женщины в форме слегка приплюснутой чалмы), желек (шелковый платок, который молодые женщины носят в первые месяцы замужества до того, как надевают жаулык), бергек (убор надевают после свадьбы), тюбетейка, касаба, шылауыш (белый платок, надеваемый поверх кимешека), жаулык (убор замужней женщины). Зимний головной убор шили из дорогих и теплых тканей.

## Обувь и аксессуары
В казахской одежде особое место занимает обувь: сапоги на высоких каблуках, с продольным разрезом в голенищах, расшитые полосками кожи зелёного цвета, сапоги с войлочными чулками, с мягкой подошвой, остроносые, а также стеганые войлочные сапоги, ичиги, шокай (поршни). Благодаря торговым отношениям с Китаем была возможность привозить для пошива дорогие шёлковые и хлопчатобумажные ткани, использовались также дешёвые ткани, которые с начала XVIII века выпускали русские фабрики. Тонкие платья с оборками и рюшами шили из атласа, белой ткани, батиста, капрона, шифона, льна.
Обязательной частью казахской одежды были пояса, сделанные из бархата, шерсти, шёлка, из прочной дублёной кожи. Кожаные ремни украшались орнаментами, крепились металлическими бляшками с драгоценными камнями, навешенными мешочками, карманами для кремня и так далее. Такие ремни называются «кисе». Молодые парни украшали пояса цепями, разношерстными украшениями. Широкие женские пояса были сшиты из шелка и бархата. Их украшали золотом, серебром, драгоценными камнями. Казахский национальный костюм на протяжении веков изменялся в соответствии с климатическими особенностями и кочевым образом жизни казахов. На формирование национальной одежды повлияли хозяйственные и культурные связи с соседними государствами.

## Сохранение традиций в современности
Сохранение традиций казахской национальной одежды в современности — в значительной степени заслуга костюмеров театра и кино Казахстана. В советские годы разработкой костюмов в казахской национальной традиции для спектаклей и кинофильмов занимались Кулхамет Ходжиков, Игорь Бальхозин, Анатолий Ненашев и другие художники-костюмеры. С другой же стороны, традиционные головные уборы среди мужчин распространены в Казахстане в гораздо меньшей степени, нежели в других странах Средней Азии.

## Галерея

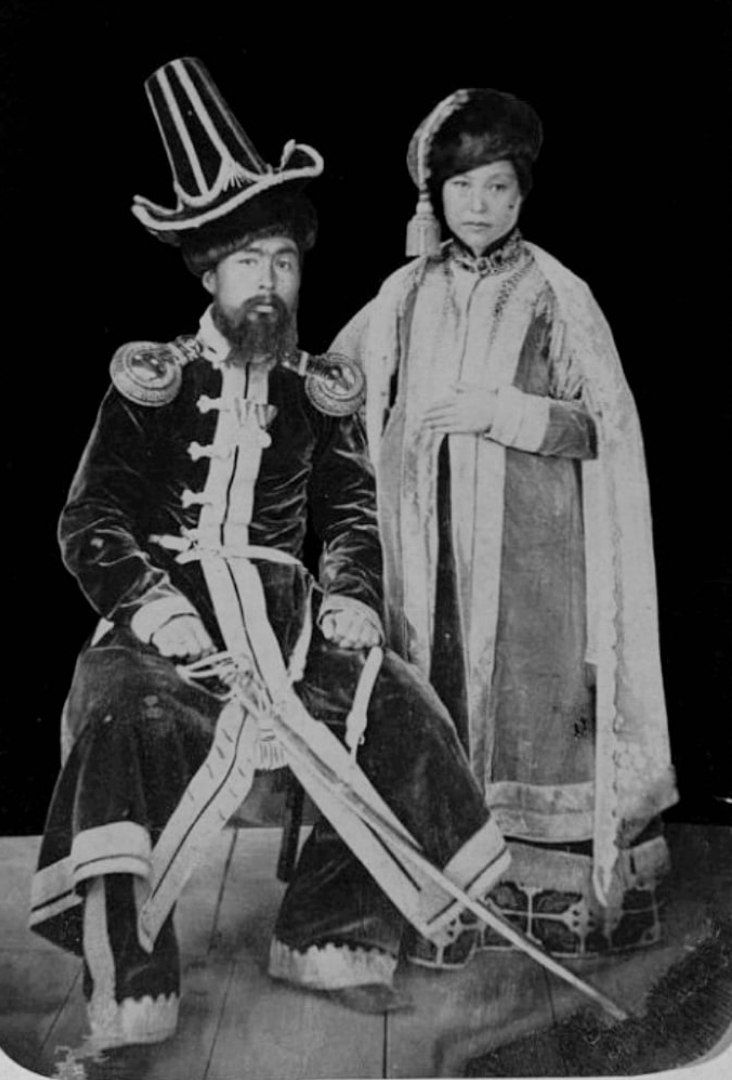
Джангир-хан и его жена из Букейской Орды, 1898 год
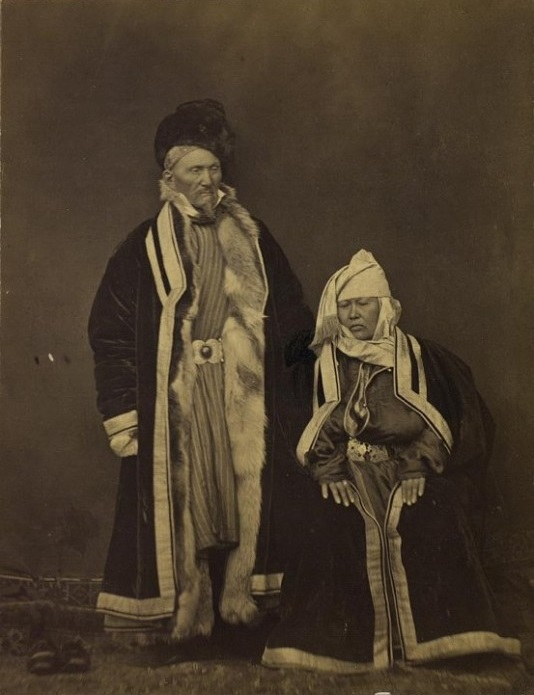
Пара из Семипалатинской области, 1879 год
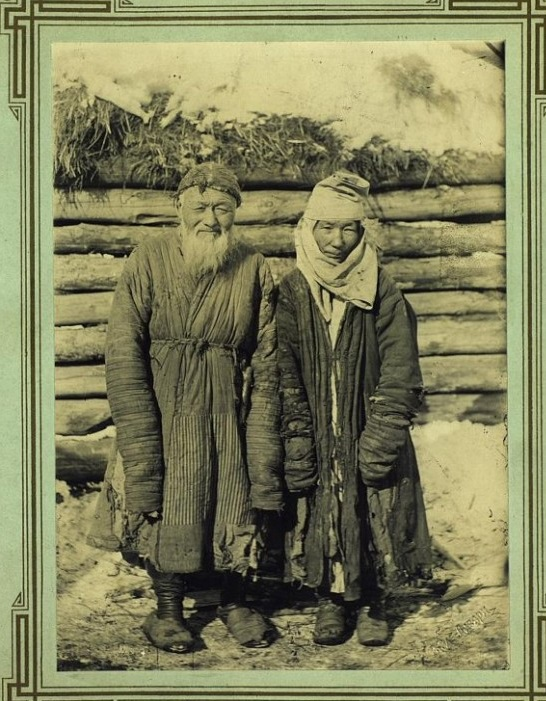
Пожилая пара из Кокшетау, 1896 год
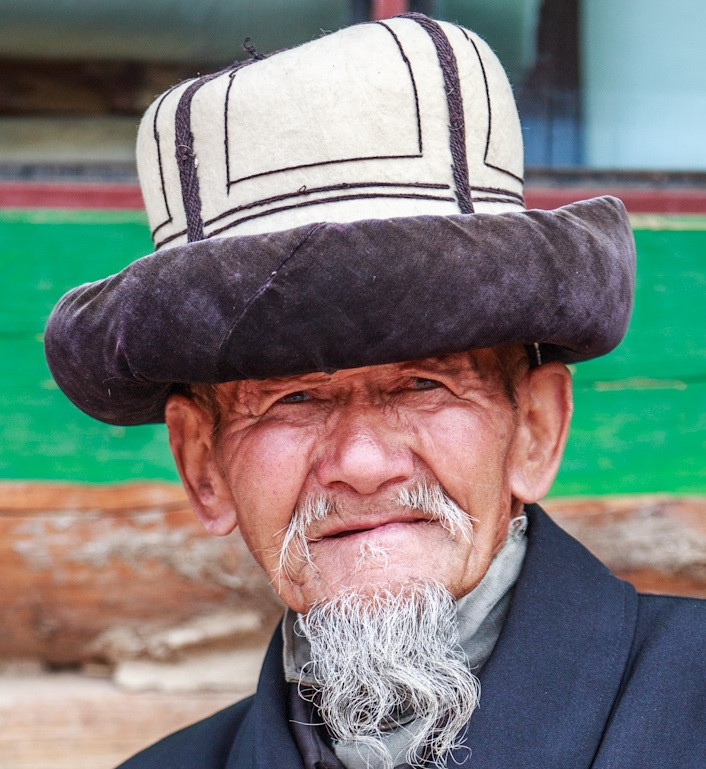
Старый казах в колпаке, Синьцзян-Уйгурский автономный район, Китай
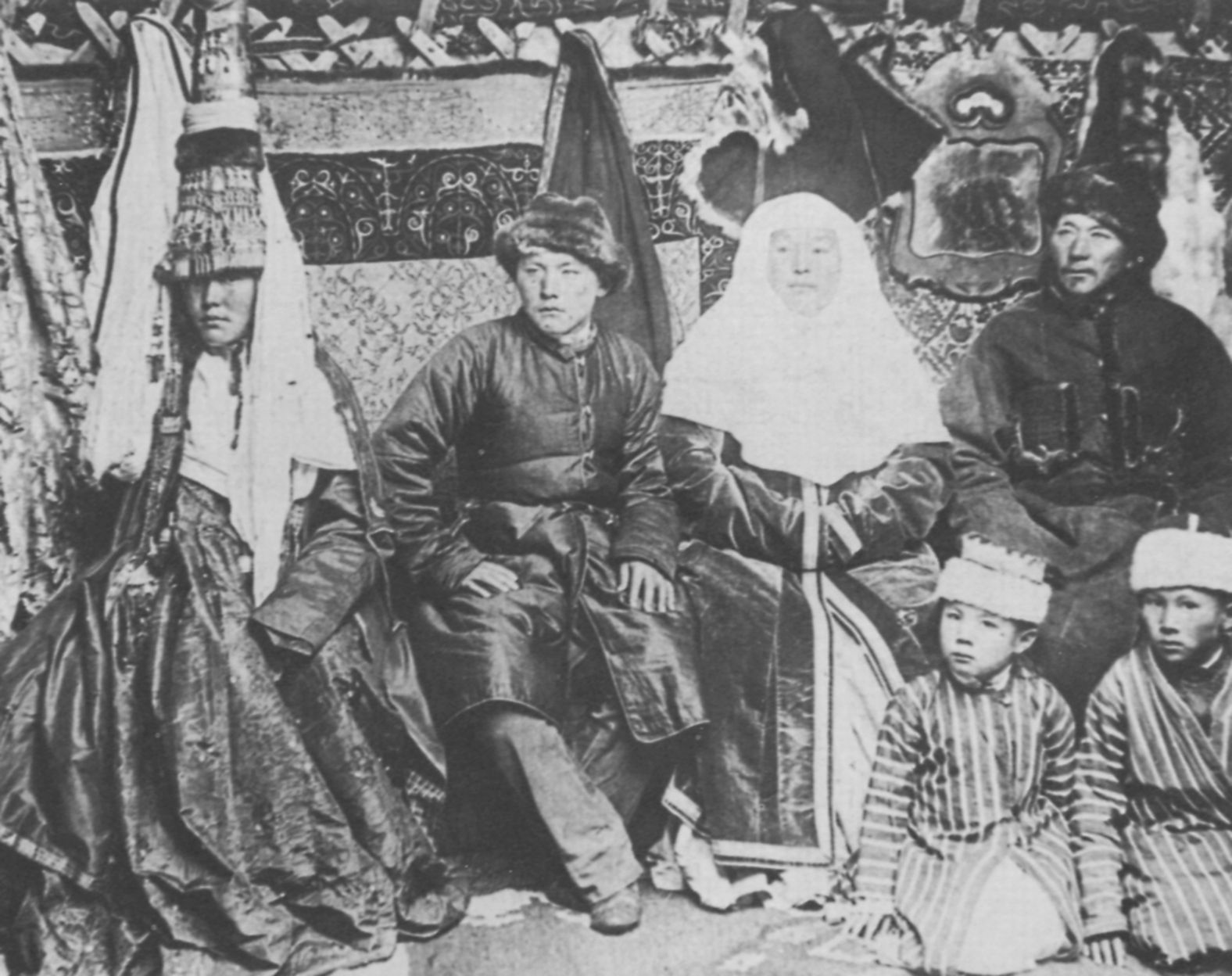
Казахская семья в праздничном костюме, ок. 1900 г.
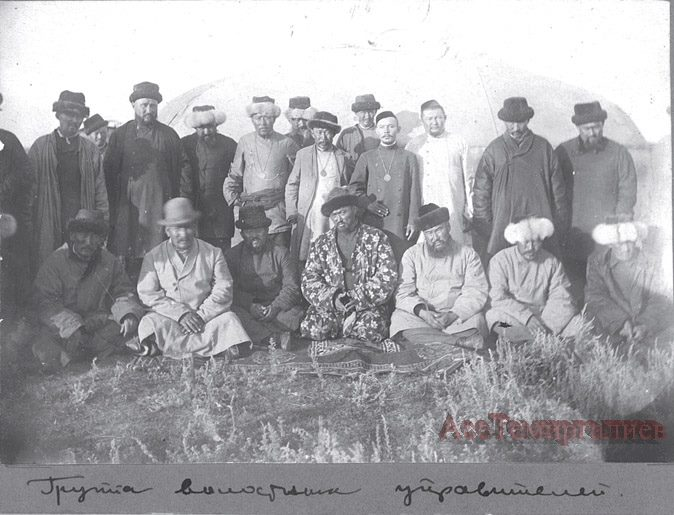
Волостные управители (вероятно, Атбасарского уезда), 1909 год
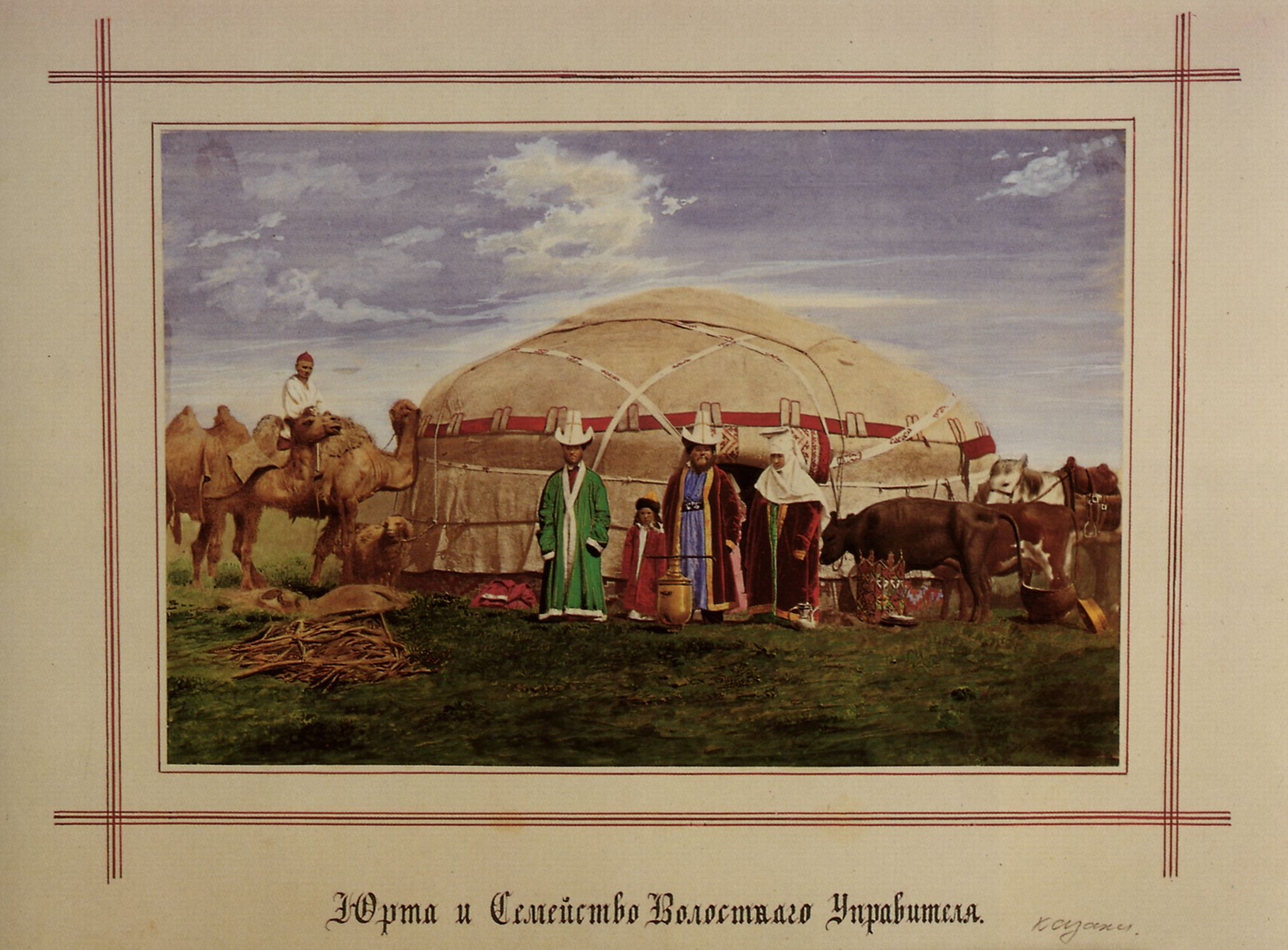
Казахский волостной управитель со своей семьёй у юрты, 1872 г., Оренбургская губерния
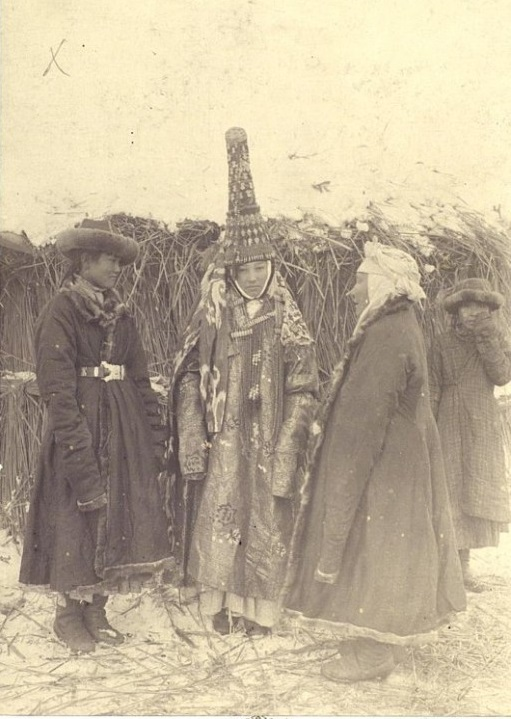
Невеста в саукеле, Семиреченская область, 1898 год
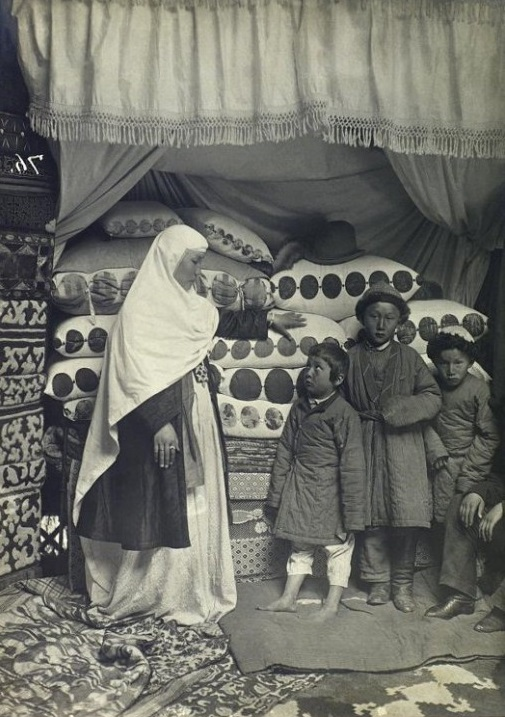
Богатая женщина с детьми, 1899 г., фотография Самуила Дудина
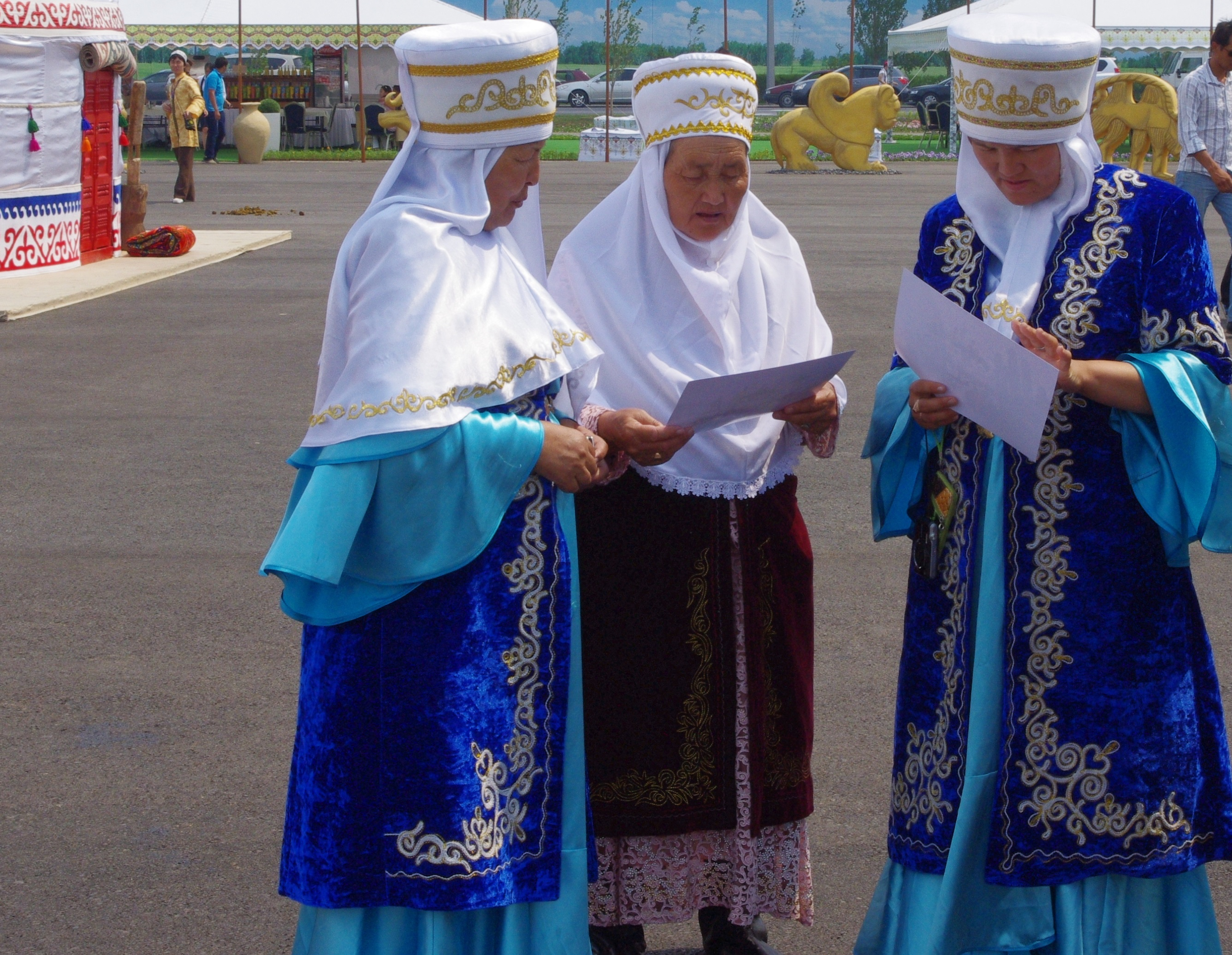
Женщины в традиционных костюмах, 2012 год
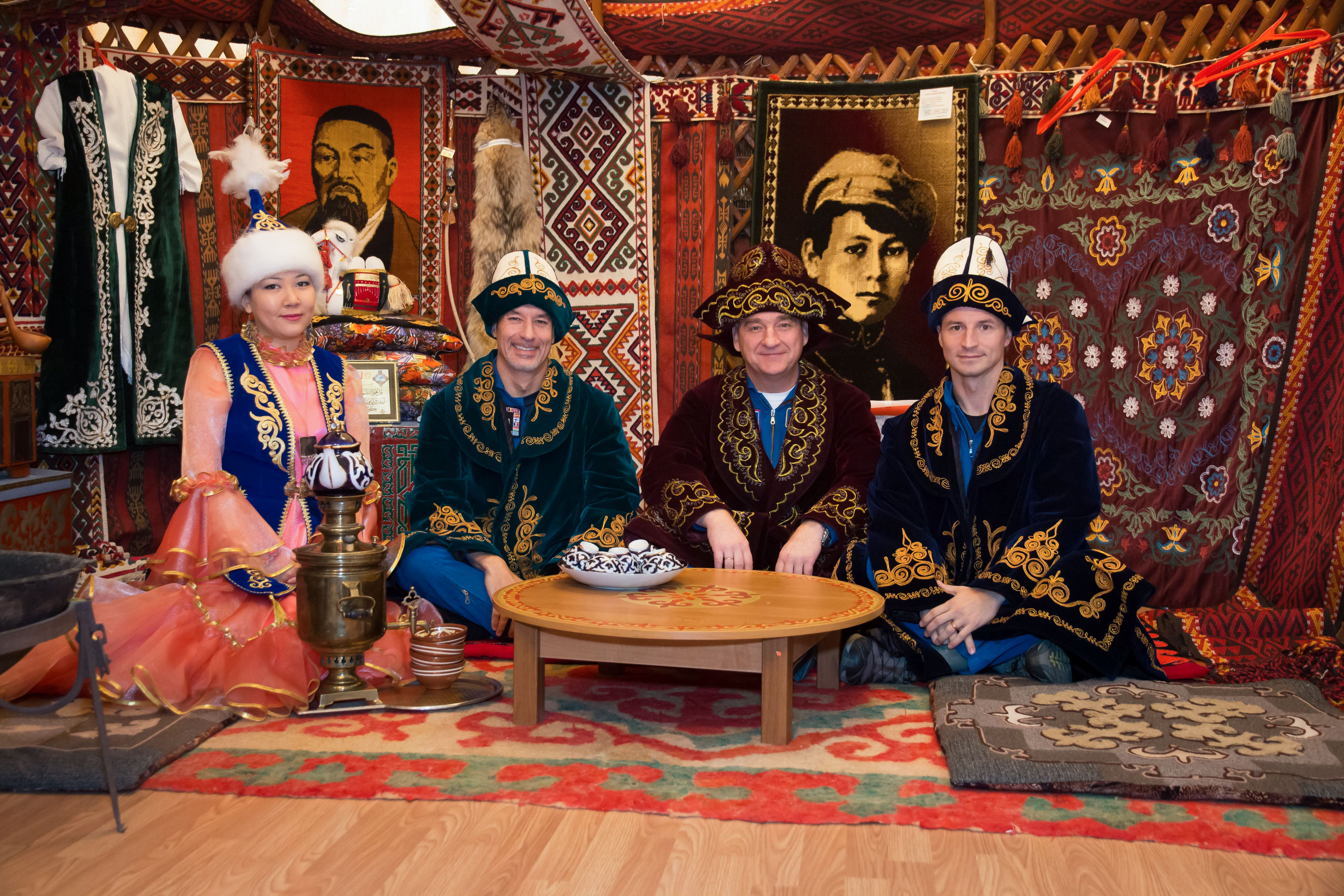
Команда космического корабля Союз МС-11 в традиционных казахских костюмах, Байконур, 2018 год
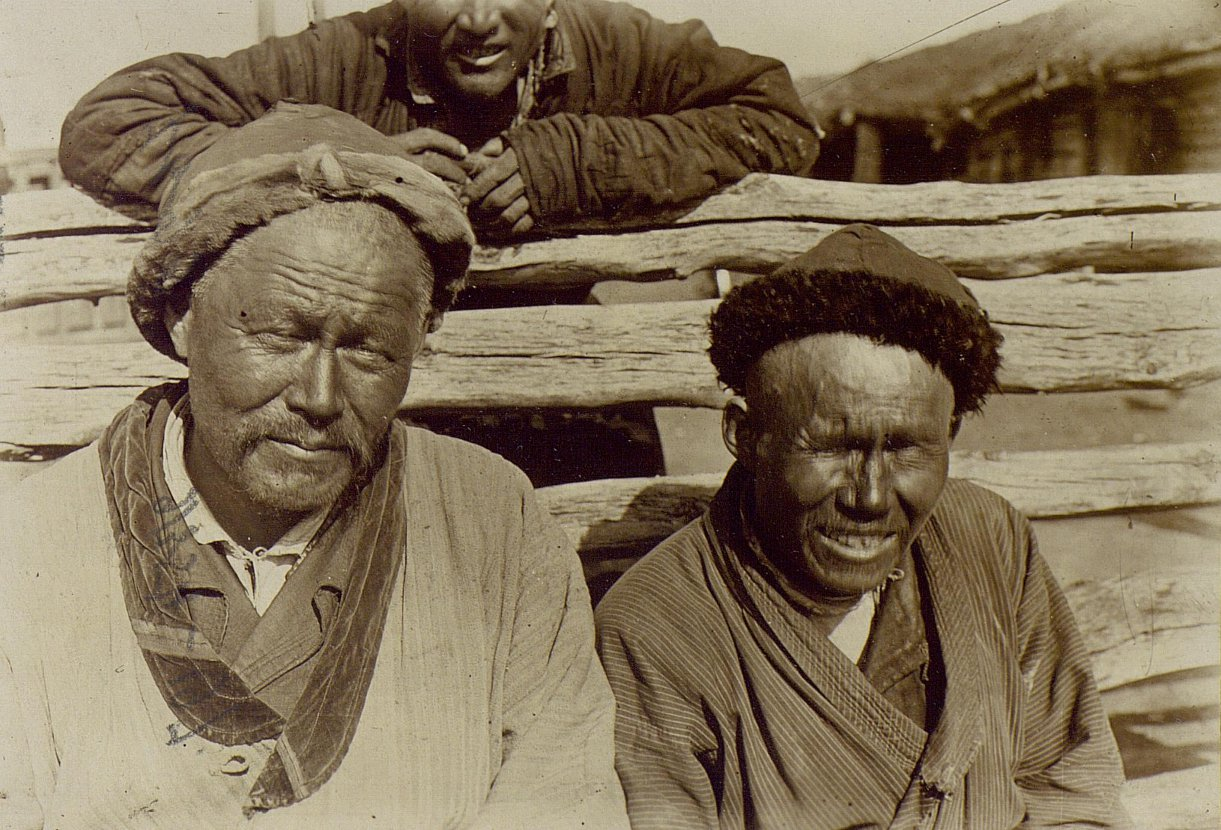
Алтайские казахи в бориках, между 1911 и 1913 гг. Фотография Михаила Круковского
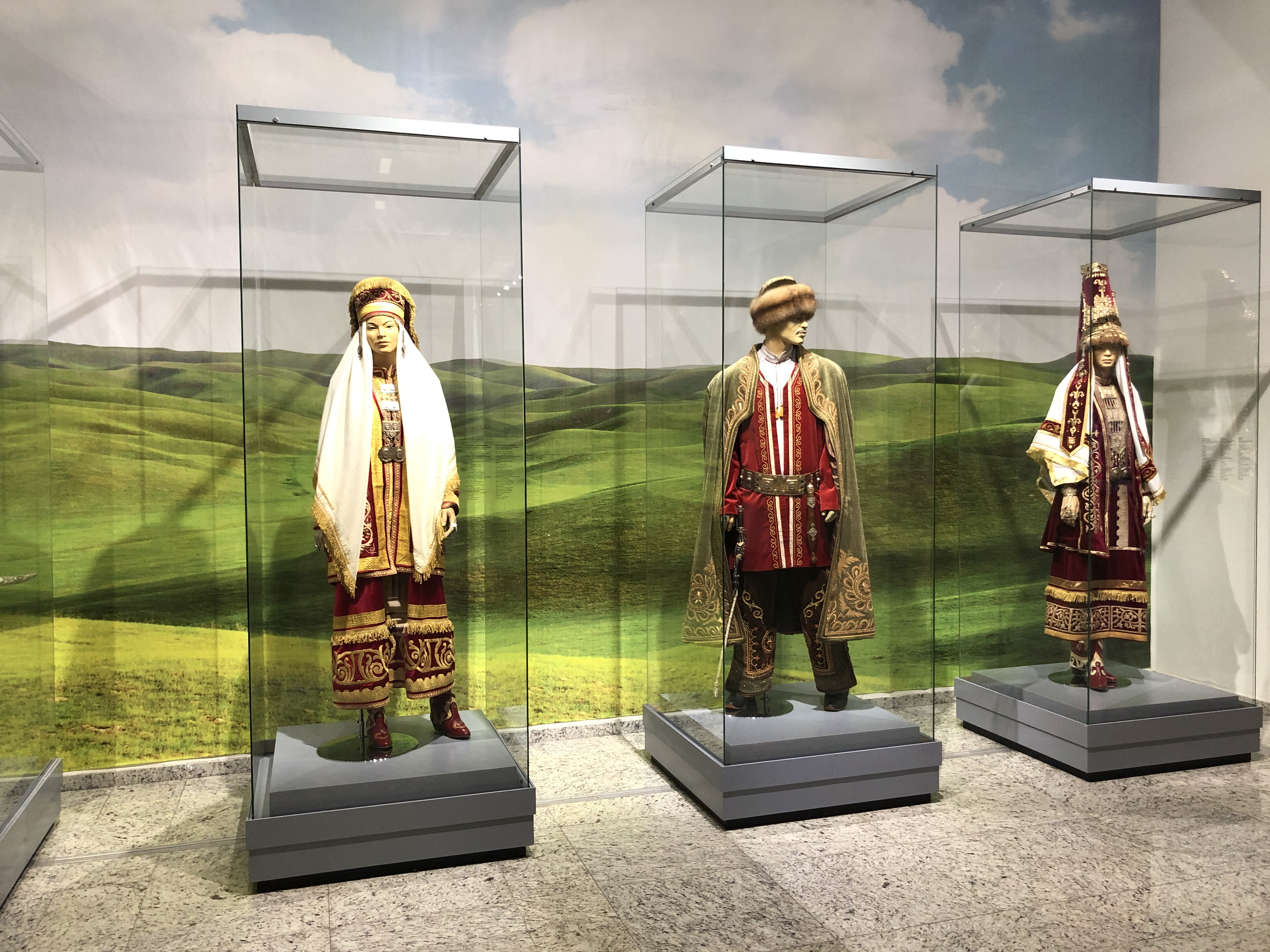
Национальный костюм, экспозиция Национального музея Казахстана
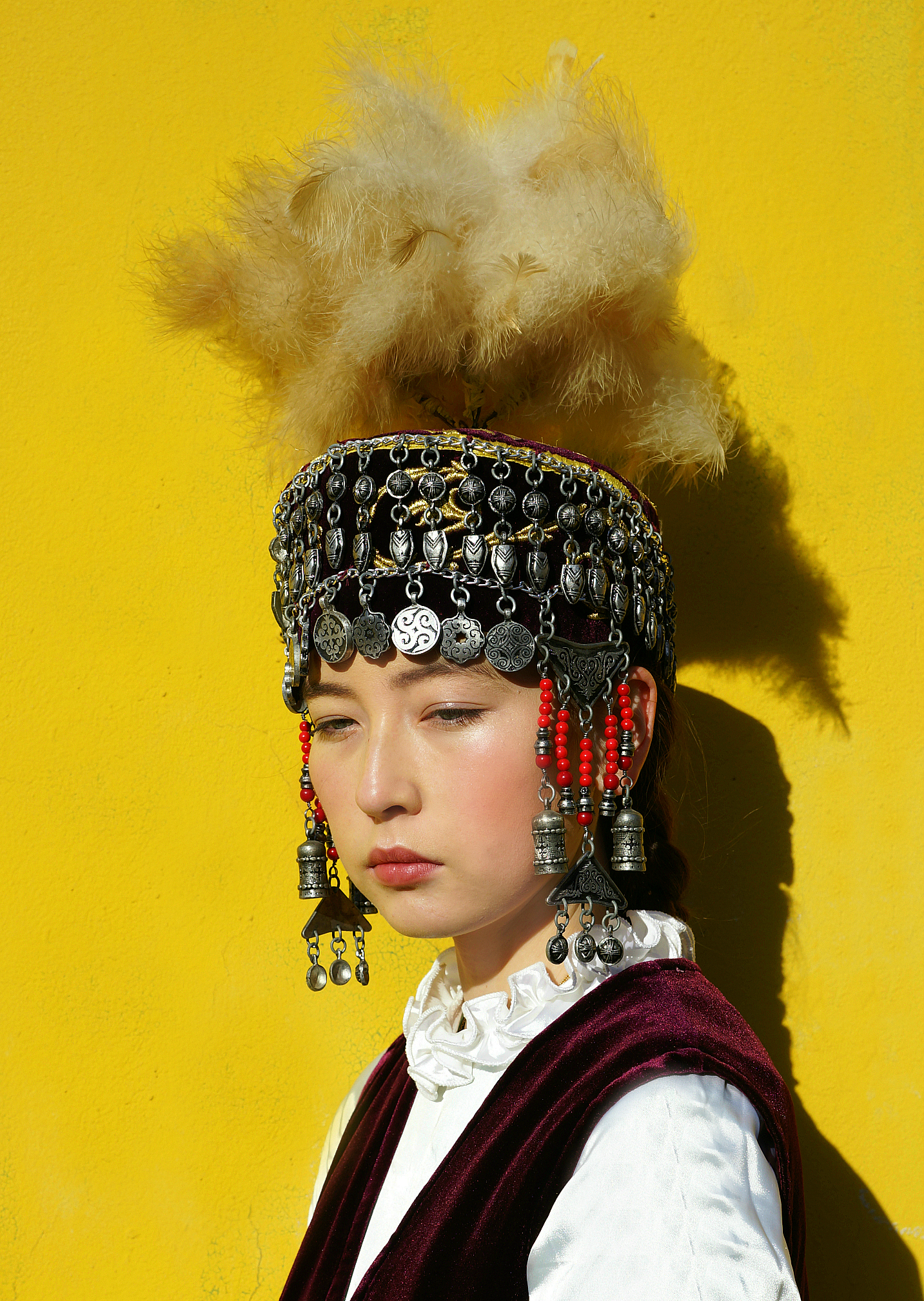
Школьники в традиционных костюмах, Алма-Ата, 1964 год